# Oliver Hazard Perry

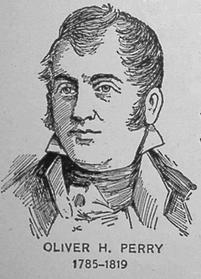
Oliver Hazard Perry (1785–1819)

Oliver Hazard Perry (* 23. August 1785 in South Kingstown, Rhode Island, USA; † 23. August 1819 auf See bei Port of Spain, Trinidad) war ein amerikanischer Marineoffizier, der durch den Krieg von 1812 mit Großbritannien bekannt wurde.

## Leben
Oliver Hazard Perry wurde als ältestes von acht Kindern des amerikanischen Marineoffiziers Christopher Raymond Perry und seiner Frau Sarah Alexander Perry geboren. Ein jüngerer Bruder war Matthew Calbraith Perry (1794–1858), der durch die erzwungene Öffnung Japans 1853/1854 bekannt wurde. Seine Namen erhielt er nach seinem Großvater mütterlicherseits und einem auf See gestorbenen Onkel. Im Alter von 13 Jahren entschloss sich der willensstarke und temperamentvolle Perry für den Eintritt in die US Navy. 1799 trat er seinen Dienst als Midshipman auf der von seinem Vater kommandierten Fregatte General Greene an. Während der nächsten sieben Jahre war er am unerklärten Krieg mit Frankreich und dem Krieg mit den nordafrikanischen Barbareskenpiraten (Erster Barbareskenkrieg) beteiligt, wobei u. a. er auf später zu Berühmtheit gelangten Schiffen wie der Adams, der Constellation, der Essex und der Constitution diente.
1805 wurde Perry zum Lieutenant befördert. 1806 bis 1807 hatte er die wenig geschätzte Aufgabe, in Rhode Island und Connecticut eine Flottille von Kanonenbooten aufzubauen, und erhielt 1809 das Kommando  über den Schoner USS Revenge (14 Kanonen). Mit diesem Schiff gehörte er zunächst zu einer Schwadron unter Commodore John Rodgers, wurde aber 1810 nach Charleston (South Carolina) verlegt. Auf dem Weg dorthin wurde das Schiff jedoch durch einen schweren Sturm beschädigt; hinzu kamen erhebliche gesundheitliche Probleme Perrys, der das ungesunde Sommerklima in den Südstaaten nicht vertrug. Am 8. Januar 1811 lief die USS Revenge im Block Island-Sund auf ein Riff auf und sank. Bei dem anschließenden Kriegsgerichtsverfahren wurde Perry freigesprochen und für sein Verhalten beim Untergang des Schiffs belobigt. Die Verantwortung für das Unglück wies man dem Lotsen zu.

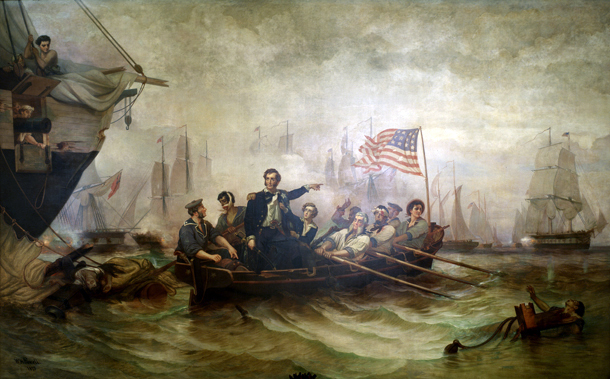
O. H. Perry in der Schlacht auf dem Eriesee, 10. September 1813, Historiengemälde von William Henry Powell

Nach dem Verfahren schied Perry zunächst aus dem aktiven Dienst aus und heiratete in Newport (Rhode Island) die zwanzigjährige Elizabeth Champlin Mason. Aus der als glücklich beschriebenen Ehe stammten fünf Kinder, von denen eines jung starb. Im Mai 1812 kehrte er in den aktiven Dienst zurück und wurde zum Master Commander befördert. Nach dem Ausbruch des Kriegs von 1812 mit Großbritannien erhielt er das Kommando über eine Flottille von 12 Kanonenbooten in Newport und New London (Connecticut).  Perry bemühte er sich zunächst vergeblich um ein neues Kommando auf hoher See oder auf den Großen Seen, bis er im Februar 1813 zu Commodore Isaac Chauncey nach Sackets Harbor an den Ontariosee versetzt wurde. Chauncey übertrug ihm das Kommando über die im Aufbau befindliche Flottille auf dem Eriesee. Mit großer Tatkraft gelang es ihm, eine schlagkräftige Flotte aufzubauen und das Rüstungswettrennen gegen seinen durch Nachschub- und Personalmangel behinderten britischen Gegenpart Robert Heriot Barclay zu gewinnen. Aufgrund der zunehmenden Nachschubprobleme der Briten musste sich Barclay am 10. September 1813 zum Kampf stellen. Zwar gelang es Perry in der Schlacht auf dem Eriesee anfangs nicht, die Übermacht seiner sowohl zahlenmäßig überlegenen als auch wesentlich besser bewaffneten und bemannten Flottille zum Tragen zu bringen, weshalb sein Flaggschiff USS Lawrence von den Briten außer Gefecht gesetzt und drei Viertel seiner Besatzung getötet oder verwundet wurden. Die von ihm persönlich per Boot herangeholten Verstärkungen entschieden die Schlacht jedoch zugunsten der Amerikaner, denen sich die komplette, schwer angeschlagene britische Flottille ergeben musste. Berühmtheit erlangte Perrys kurze Nachricht über den Sieg an General William Henry Harrison:
Dear General: We have met the enemy and they are ours. Two ships, two brigs, one schooner and one sloop. Yours with great respect and esteem, O.H. Perry
Zusammen mit dem folgenden Landsieg Harrisons in der Schlacht am Thames River vom 5. Oktober 1813, an der Perry ebenfalls teilnahm, entschied die Schlacht auf dem Eriesee den Krieg auf dem westlichen Schauplatz und trug wesentlich dazu bei, dass dieser trotz der amerikanischen Misserfolge auf anderen Schauplätzen mit dem Frieden von Gent auf Basis des status quo beendet wurde. Perry selbst wurde durch seinen Sieg zu einem Nationalhelden. Nach dem Ende der Kampfhandlungen im Westen wurde Perry auf seinen Wunsch hin wieder nach Neuengland versetzt und erhielt neben der Beförderung zum Captain das Kommando über eine Kanonenbootflottille in Newport. Im Juli 1814 folgte die Ernennung zum Kommandanten der noch im Bau befindlichen 44-Kanonen-Fregatte USS Java in Baltimore. Während der britischen Invasion an der Chesapeake Bay im Sommer 1814 nahm er an den vergeblichen Bemühungen zur Verteidigung Washingtons und der erfolgreichen Verteidigung Baltimores teil. Der Krieg war jedoch zu Ende, bevor sein Schiff fertiggestellt war und in See stechen konnte.
In der Folge kreuzte die USS Java im Mittelmeer, um die Barbareskenpiraten in ihre Schranken zu weisen. Während das Schiff im Hafen von Neapel vor Anker lag, kam es zu einem Streit in dessen Verlauf Perry John Heath ohrfeigte, den Kommandanten der Marineinfanterie an Bord. In einem darauf folgenden Kriegsgerichtsverfahren wurden beide schuldig gesprochen, erhielten aber nur milde Tadel. Nach der Rückkehr in die USA forderte Heath Perry zu einem Duell heraus, das am 19. Oktober 1817 in Weehawken (New Yersey) ausgetragen wurde. Beide blieben unverletzt.
Nach seiner Rückkehr lebte auch Perrys Feindschaft mit Jesse Duncan Elliott wieder auf, den er als Kommandeur auf dem Eriesee abgelöst hatte. Die erneute Auseinandersetzung führte zu einer Duellforderung Elliotts, die Perry jedoch ablehnte. Stattdessen beantragte er ein Kriegsgerichtsverfahren gegen Elliott, dem er schwere Pflichtverletzungen in der Schlacht auf dem Eriesee vorwarf. Die US-Regierung hatte jedoch wenig Interesse an einem Gerichtsverfahren, da dieses einen öffentlichen Skandal erregen und die US Navy spalten würde, weshalb Präsident James Monroe entschied, das Verfahren nicht durchzuführen. Um den ungestümen Perry zu beruhigen und abzulenken, vertraute er ihm die Durchführung einer diplomatischen Mission in Venezuela an.
Perry segelte dazu im Juni 1819 mit der Fregatte USS John Adams zur Mündung des Orinoko, wo er auf den Schoner USS Nonsuch umstieg und mit diesem den Orinoko aufwärts nach Angostura, die damalige Hauptstadt Venezuelas reiste. Perry erreichte die Stadt am 27. Juli 1819 und hielt sich dort zur Erledigung seiner Aufgaben zweieinhalb Wochen auf. Bereits in dieser kurzen Zeit erkrankten 20 Besatzungsmitglieder der USS Nonsuch an Gelbfieber, fünf starben daran. Zwar war Perry noch gesund, als das Schiff am 15. August wieder ablegte, doch zwei Tage später trat auch bei ihm eine Gelbfiebererkrankung ein. Während die USS Nonsuch versuchte, Port of Spain auf Trinidad zu erreichen, verschlechterte sich sein Zustand dramatisch, bis er am 23. August 1819, seinem 34. Geburtstag, auf See kurz vor Trinidad starb.
Er wurde mit vollen militärischen Ehren in Port of Spain und damit auf britischem Boden begraben. 1826 brachte man seine sterblichen Überreste nach Newport und setzte sie dort bei. Zu Ehren Perrys wurden mehrere Orte (z. B. Perry (New York), Perrysburg, Perrysville und Perry in Ohio sowie Hazard (Kentucky) und Countys (Landkreise) (Perry County (Alabama), Perry County (Kentucky) und Perry County (Pennsylvania)) nach ihm benannt. Ebenso benannte die US Navy mehrere Schiffe, zuletzt die Lenkwaffenfregatte USS Oliver Hazard Perry (FFG-7), die namengebend für die Oliver-Hazard-Perry-Klasse war nach Perry. Darüber hinaus wurde im Jahr 2015 das größte seit 100 Jahren in den Vereinigten Staaten gebaute Segelschulschiff auf den Namen Oliver Hazard Perry getauft.